# Droga wojewódzka nr 221
Droga wojewódzka nr 221 (DW221) – droga wojewódzka w woj. pomorskim o długości 45 km, łącząca Gdańsk Orunię z Kościerzyną. Droga przebiega przez miasto na prawie powiatu Gdańsk i przez 2 powiaty: gdański (gminy: Kolbudy i Przywidz), kościerski (gminy: Nowa Karczma i Kościerzyna).

## Miejscowości leżące przy trasie DW221
- Gdańsk
  - Orunia
  - Orunia Górna
  - Łostowice
  - Zakoniczyn
  - Kowale
- Kowale
- Bąkowo
- Lublewo Gdańskie
- Kolbudy
- Jodłowno
- Pomlewo
- Przywidz
- Trzepowo
- Horniki Dolne
- Nowa Karczma
- Lubań
- Zielenin
- Mały Klincz
- Nowy Klincz
- Kościerzyna